# Gardemanger
Der Gardemanger ist ein bedeutender Begriff in der traditionellen Küchenhierarchie und spielt eine wesentliche Rolle in der Zubereitung von kalten Speisen in einer Küchenbrigade. Als Spezialist für Salate, Vorspeisen, Aufschnitt und kalte Platten ist der Gardemanger für die kreative und ästhetische Präsentation dieser Gerichte verantwortlich. Diese Position ist in der gastronomischen Welt von entscheidender Bedeutung, um sicherzustellen, dass kalte Speisen genauso ansprechend und schmackhaft sind wie warme Gerichte.

## Begriff
Der Begriff „Gardemanger“ stammt aus dem Französischen und bedeutet wörtlich „Speisekammer“. In einer klassischen Küchenbrigade, wie sie von Auguste Escoffier definiert wurde, ist der Gardemanger ein hochspezialisierter Koch, der für die Zubereitung und Präsentation von kalten Gerichten verantwortlich ist. Diese Position kann jedoch je nach Art des gastronomischen Betriebs und der Größe der Küchenbrigade unterschiedlich interpretiert werden. In kleineren Brigaden ist er für alle Arten von Vorspeisen zuständig.

## Gängige Interpretationen
- Salate und Vorspeisen: In der klassischen Interpretation ist der Gardemanger für die Herstellung von Salaten, Vorspeisen und kalten Vorspeisen wie Tartares, Carpaccio und Meeresfrüchtesalate verantwortlich. Er verwendet frische Zutaten, mischt Dressings und sorgt für eine ansprechende Präsentation auf dem Teller.
- Aufschnitt und Käseplatten: Der Gardemanger kann auch für die Zubereitung von Aufschnitt, Schinken, Wurstwaren und Käseplatten zuständig sein. Er wählt hochwertige Produkte aus, arrangiert sie ästhetisch und stellt sicher, dass die Auswahl den Gästen eine vielfältige und ansprechende Auswahl bietet.
- Kreative Präsentation: Ein wichtiger Aspekt der Gardemanger-Rolle ist die kreative Präsentation der kalten Gerichte. Der Gardemanger arrangiert die Zutaten auf den Tellern oder Platten so, dass sie nicht nur geschmacklich überzeugen, sondern auch das Auge ansprechen.

## Aufgabengebiete
Die Aufgaben des Gardemanger können je nach Küche und Betrieb variieren, aber hier sind einige gängige Aufgabengebiete:
- Zubereitung kalter Gerichte: Die Hauptaufgabe des Gardemanger besteht darin, kalte Gerichte wie Salate, Vorspeisen, Aufschnitt und Käseplatten zuzubereiten. Er kennt verschiedene Techniken zur Zubereitung und Verfeinerung dieser Speisen.
- Präsentation und Dekoration: Ein entscheidender Aspekt der Gardemanger-Rolle ist die kreative Präsentation der Gerichte. Der Gardemanger arrangiert die Zutaten ästhetisch auf den Tellern oder Platten und sorgt für eine ansprechende Dekoration, um die Gäste zu beeindrucken.
- Vorratshaltung und Kontrolle: Der Gardemanger ist verantwortlich für die Kontrolle der Lagerbestände von Zutaten und Lebensmitteln, die für kalte Gerichte benötigt werden. Er stellt sicher, dass die Vorräte immer ausreichend und von hoher Qualität sind.
- Zusammenarbeit mit anderen Abteilungen: Der Gardemanger arbeitet eng mit anderen Mitgliedern der Küchenbrigade zusammen, insbesondere mit dem Saucier, Pâtissier und anderen Spezialisten. Er koordiniert die Zubereitung von kalten Gerichten mit anderen Teilen des Menüs, um ein harmonisches kulinarisches Erlebnis zu gewährleisten.

Die Rolle des Gardemanger in einer Küchenbrigade ist von entscheidender Bedeutung, da kalte Gerichte eine wichtige Ergänzung zu warmen Gerichten sind und das gesamte kulinarische Angebot eines Betriebs bereichern. Ein erfahrener und kreativer Gardemanger trägt dazu bei, dass kalte Speisen nicht nur köstlich, sondern auch optisch ansprechend sind, und trägt somit maßgeblich zum Erfolg eines gastronomischen Betriebs bei.